# San Francisco de las Mesillas
San Francisco de las Mesillas är en ort i Mexiko.   Den ligger i kommunen Yanga och delstaten Veracruz, i den sydöstra delen av landet, 260 km öster om huvudstaden Mexico City. San Francisco de las Mesillas ligger 482 meter över havet och antalet invånare är 590.
Terrängen runt San Francisco de las Mesillas är kuperad norrut, men söderut är den platt. Runt San Francisco de las Mesillas är det ganska tätbefolkat, med 129 invånare per kvadratkilometer. Närmaste större samhälle är Córdoba, 16,8 km väster om San Francisco de las Mesillas. Trakten runt San Francisco de las Mesillas består till största delen av jordbruksmark.